# (3076) Garber
(3076) Garber (1982 RB1; 1942 VP; 1972 RU; 1982 SJ; A905 SD) ist ein ungefähr fünf Kilometer großer Asteroid des inneren Hauptgürtels, der am 13. September 1982 von den US-amerikanischen Astronomen Richard Eugene McCrosky, Cheng-yuan Shao, G. Schwartz und J. H. Bulger am Oak-Ridge-Observatorium (damals als Agassiz Station Teil des Harvard-College-Observatorium) (IAU-Code 801) entdeckt wurde.

## Benennung
(3076) Garber wurde nach Paul E. Garber benannt, einem emeritierten Historiker des National Air and Space Museums der Smithsonian Institution. Die Benennung wurde „anlässlich seines 90. Geburtstages und in Anerkennung seines lebenslangen Engagements für die Luftfahrt und die Erforschung von Luft und Raum vorgenommen“.